# Lenny Waronker
Pour les articles homonymes, voir Lenny.
Leonard Lenny Waronker est un musicien et producteur américain.
Il a travaillé entre autres pour Ry Cooder, Randy Newman...

## Discographie

### Comme producteur
- 1968 : Song Cycle  de Van Dyke Parks (Warner) avec Randy Newman
- 1969 : Running down the road de Arlo Guthrie (Warner) avec Ry Cooder produit par Van Dyke Parks
- 1970 : Washington County de Arlo Guthrie (Warner) avec Ry Cooder
- 1970 : If You Could Read My Mind de Gordon Lightfoot (Warner)
- 1973 : Last of Brooklyn cowboys de Arlo Guthrie avec Ry Cooder
- 1995 : Orange Crate Art (Warner) de Brian Wilson et Van Dyke Parks